# André Bancal
Pour les articles homonymes, voir Bancal.
André Bancal, né le 3 août 1918 et mort le 25 novembre 1955 à Laroque (Hérault), est un spéléologue français.

## Biographie
André Bancal fut membre du Spéléo-club de France et président du Groupe spéléologique gangeois.
Il fut formé à la spéléologie par Robert de Joly.
Il y consacra surtout les dernières années de sa vie, après avoir dû interrompre pour cause de maladie une carrière professionnelle pleine de promesses qu'il avait entamé à l'étranger comme chimiste-pédologue à l'issue de brillantes études scientifiques.

## Activités spéléologiques
Retiré à Laroque, dans les gorges de l'Hérault, à proximité de la grotte des Demoiselles, il s'attacha plus particulièrement à l'étude du Rieutord souterrain.
Avec le Groupe spéléologique gangeois (GSG), il découvrit et explora le Trou fumant de l'olivier qui livre accès à un tronçon important de ce Rieutord souterrain. Cela valu au GSG le Prix Martel de spéléologie.
Il émit des hypothèses intéressantes sur les possibilités de diffluences et d'écoulements profonds dans les terrains calcaires. Bien que ces hypothèses n'aient pas été toutes confirmées ensuite par les faits, elles ont constitué un apport original essentiel pour la compréhension, en bien d'autres cas, de l'hydrologie souterraine karstique.

## Sources
- « Les grandes figures disparues de la spéléologie française », Spelunca (Spécial Centenaire de la Spéléologie), no 31,‎ juillet-septembre 1988, p. 24
- Delanghe Damien, Médailles et distinctions honorifiques (document PDF), in : Les Cahiers du CDS no 12, mai 2001.
- Association des anciens responsables de la fédération française de spéléologie : In Memoriam.